# Coptotettix convexus
Coptotettix convexus är en insektsart som beskrevs av Hancock, J.L. 1910. Coptotettix convexus ingår i släktet Coptotettix och familjen torngräshoppor. Inga underarter finns listade i Catalogue of Life.